# Взвод
 Тази статия е за подразделението.  За филма вижте Взвод (филм).  
Взводът е тактическо подразделение в състава на рота (батарея), като може да съществува и самостоятелно (в състава на част, съединение, учреждение). Състои се от 2 – 5 отделения (екипажи, разчети). Взводът е организационна единица във всички родове войски и специални войски и подразделенията за осигуряване и обслужване.